# الديانة الهلنستية

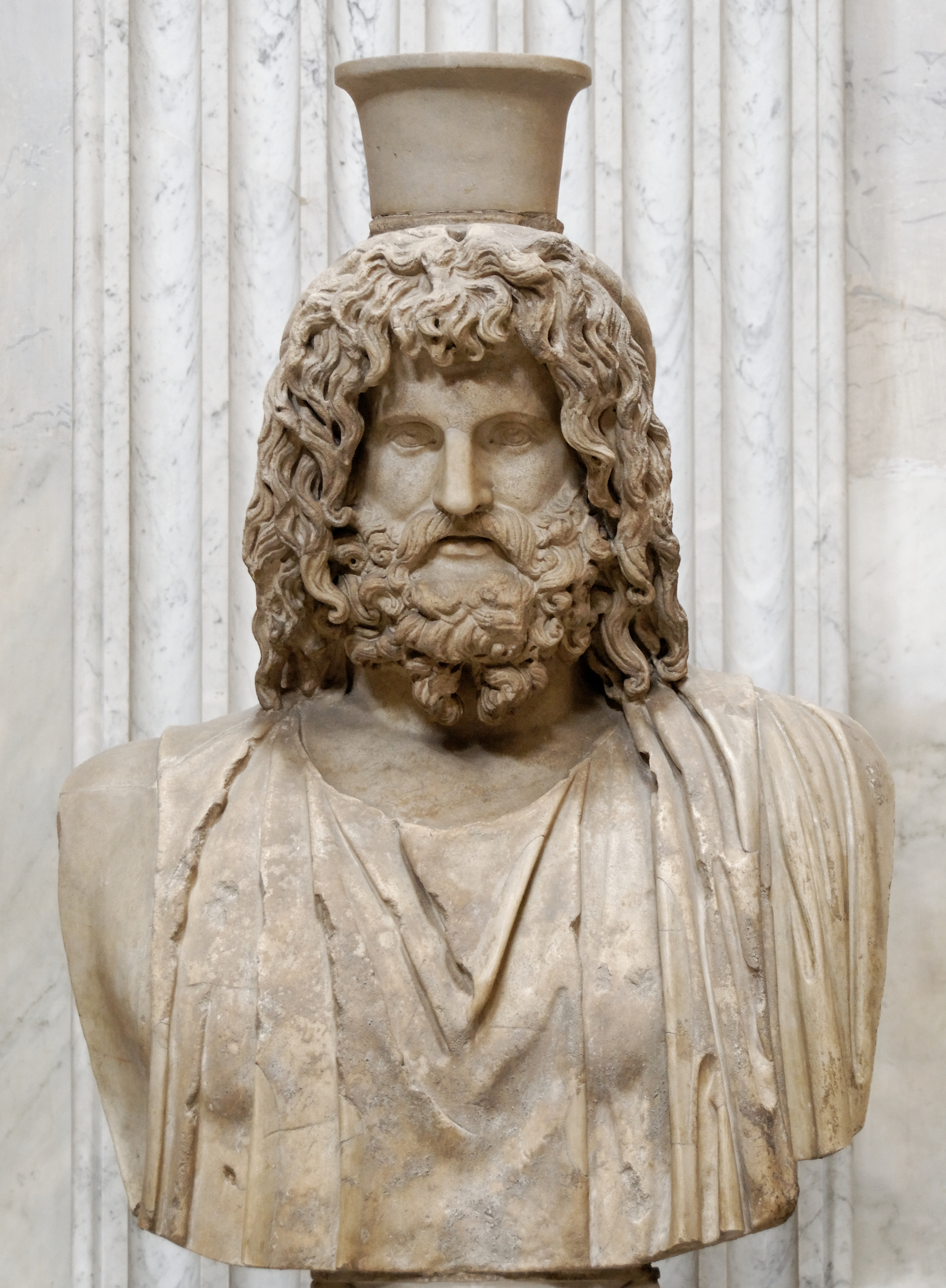
كان سيرابيس إله يوناني-مصري عُبد في مصر الهلنستية

يغطي مفهوم الديانة الهلنستية باعتباره الشكل المتأخر للديانة الإغريقية القديمة أيًا من أنظمة معتقدات وممارسات الذين عاشوا تحت تأثير الحضارة الإغريقية القديمة خلال العصر الهلنستي والإمبراطورية الرومانية (نحو 300 قبل الميلاد حتى 300 م). كان هناك الكثير من الاستمرارية في المنطقة الهلنستية: استمر الناس بعبادة آلهة الإغريق وممارسة الطقوس نفسها كما في العصر الكلاسيكي اليوناني.
جاء التغيير من خلال إضافة ديانات جديدة آتية من دول أخرى، من بينها الآلهة المصرية إيزيس وسيرابيس وآلهة بلاد الشام أترعتا وهدد والتي قدمت منفذًا جديدًا للساعين إلى الرضا في الحياة الدنيا والآخرة. أصبحت عبادة الحكام الهلنستيين المؤلهين صفةً لهذا العصر أيضًا، ولا سيما في مصر حيث كيّف البطالمة الممارسات المصرية السابقة وعبادات الأبطال الإغريق وجعلوا من أنفسهم فراعنةً ضمن عبادة الإسكندر الكبير البطلمية التوفيقية الجديدة. في أماكن أخرى، حصل الحكام على مكانة إلهية دون تحقيق المكانة الكاملة للإله.
مارس الكثير من الناس السحر ومثل هذا الأمر استمراريةً من الأزمان السابقة أيضًا. في كل أنحاء العالم الهلنستي، كان الناس يستشيرون وسطاء الوحي ويستخدمون التمائم والتماثيل الصغيرة لردع الحظ السيء أو لإلقاء التعويذات. تطور نظام التنجيم الهلنستي المعقد في هذه الحقبة، والذي كان يسعى إلى معرفة شخصية الإنسان ومستقبله من خلال حركة الشمس والقمر والكواكب. قدمت أنظمة الفلسفة الهلنستية مثل الرواقية والأبيقورية بديلًا عن الديانة التقليدية على الرغم من أن تأثيرها كان محصورًا بالنخبة المتعلمة.

## الديانة الإغريقية الكلاسيكية
كان الأولمبيون الاثنا عشر برئاسة زيوس محوريين بالنسبة للديانة الإغريقية في العصور الكلاسيكية. كُرم كل إله بمعابد حجرية وتماثيلًا وملاجئ (مرفقات مقدسة)، والتي كانت تحتوي غالبًا على تماثيل تحتفل بالآلهة الأخرى على الرغم من أنها مخصصةً لإله معين. كانت الدول-المدن تجري مهرجانات وطقوسًا متنوعةً خلال العام مع تركيز خاص موجه نحو الإله الراعي للمدينة مثل الآلهة أثينا في مدينة أثينا وأبولو في مدينة كورنث. 
شملت الممارسات الدينية أيضًا عبادة الأبطال، وهم بشر يُنظر إليهم على أنهم شبه إلهيين. تراوح هؤلاء الأبطال من شخصيات أسطورية في ملحميات هوميروس إلى أشخاص تاريخيين مثل مؤسس مدينة ما. كان المشهد مملوءًا بالأماكن المقدسة والآثار على المستوى المحلي؛ فمثلًا، عُثر على الكثير من تماثيل الحوريات بالقرب من الينابيع وحولها، ووجدت مجسمات هيرميز المنمقة في كثير من الأحيان في زوايا الأزقة.
كان السحر جزءًا محوريًا من الديانة الإغريقية إذ سمح وسطاء الوحي للناس أن يعرفوا المشيئة الإلهية من خلال حركة أوراق الأشجار أو شكل ألسنة النيران والدخان على المذابح أو طريقة طيران الطيور أو الأصوات التي يصدرها الينبوع أو من خلال أحشاء حيوان ما. وتأسست قبل زمن طويل أسرار اليوسيس المرتبطة مع ديميتر وبيرسيفون. لُقن الناس الديانات الغامضة من خلال طقوس الاستهلال التي كانت سرية عادةً. هدفت هذه الديانات إلى تحسين الذات والتي تمتد أيضًا إلى الآخرة.
انتشرت الثقافة الإغريقية على نحو واسع عقب فتوحات الإسكندر الأكبر وأصبحت على اتصال وثيق مع حضارات الشرق الأدنى ومصر. من أهم التغييرات التي أثرت على الديانة الإغريقية خسارة استقلال الدول-المدن الإغريقية أمام الحكام المقدونيين واستيراد الآلهة الأجنبية وتطور أنظمة فلسفية جديدة. مالت الدراسات الاستقصائية القديمة للديانة الهلنستية إلى رسم الحقبة على أنها حقبة انحدار ديني مع ملاحظة ارتفاع نسبة التشكيك الديني واللاأدرية والإلحاد بالإضافة إلى ازدياد في الخرافات والروحانيات والتنجيم.
لا يوجد سبب لافتراض حدوث انحدار في الديانة التقليدية. هناك الكثير من الأدلة الوثائقية على أن الإغريق استمروا بعبادة الآلهة نفسها وبنفس التضحيات والإهداءات والاحتفالات كما في الفترة الكلاسيكية. ظهرت ديانات جديدة في هذه الفترة دون استبعاد الآلهة المحلية ولم ينجذب إليها سوى أقلية من الإغريق.

### الديانات الجديدة في هذه الفترة
كانت الديانة المصرية التي تبعت إيزيس أكثر الديانات الجديدة شهرة. جُلبت هذه الديانة إلى اليونان عن طريق الكهنة المصريين، في البداية من أجل المجتمعات المصرية الصغيرة في المدن الساحلية للعالم الإغريقي. على الرغم من أن الديانة المصرية لم تجد سوى جمهورًا صغيرًا بين الإغريق أنفسهم، فإنها انتشرت تحت حكم الإمبراطورية الرومانية، وكتب ديودور الصقلي أن الديانة كانت معروفةً في جميع أنحاء العالم المأهول تقريبًا.
كانت عبادة سيرابيس بنفس الشهرة تقريبًا، وهو إله مصري على الرغم من اسمه الإغريقي، وجدت هذه العبادة في مصر خلال حكم البطالمة. رُعي سيرابيس من قبل الإغريق الذين استقروا في مصر. وتضمنت هذه الديانة شعائر الاستهلال كما في أسرار اليوسيس. كتب سترابو عن السيرابيوم في كانوب بالقرب من الإسكندرية على أنه يُرعى من قبل أحسن الرجال سمعة.
كانت ديانة أترعتا (ذات الصلة بعشتار البابلية والآشورية وبسيدة بابلوس الفينيقية)، إلهة البحر والخصوبة في بلاد الشام، شائعةً أيضًا. انتشرت عبادتها من بلاد الشام إلى مصر واليونان مع حلول القرن الثالث قبل الميلاد ووصلت في النهاية إلى إيطاليا والغرب. أتت الديانة التي كانت تتبع كوبيلي (أو الأم العظيمة) من فريجيا إلى اليونان ثم إلى مصر وإيطاليا، وسمح مجلس الشيوخ الروماني بعبادتها في 204 قبل الميلاد. كانت إلهة الشفاء والحماية وحارسةً الخصوبة والطبيعة البرية.
ركزت ديانة غامضة أخرى حول ديونيسوس. على الرغم من كونها نادرة في البر الرئيسي لليونان، كانت شائعةً في الجزر وفي الأناضول. سمي أتباعها باكانتس وكانت لطقوسها صفة العربدة.
كان لهذه الديانات والآلهة المنشأة حديثًا تأثير محدود ضمن اليونان نفسها؛ باستثناء ديلوس التي كانت ميناء رئيسًا ومركزًا تجاريًا. كانت الجزيرة أرضًا مقدسةً لأنها مسقط رأس أبولو وأرتميس، وكانت مع حلول القرن الثاني قبل الميلاد موطنًا للديانات الإغريقية الأصلية التي تتبع زيوس وأثينا وديونيسوس وهيرميز وبان وأسقليبيوس. وجدت أيضًا مراكز عبادة لسيرابيس وإيزيس المصريين ولأترعتا وهدد من بلاد الشام. مع حلول القرن الأول قبل الميلاد أسست ديانات إضافية تتبع بعل وعشتروت وكنيس يهودي ورومان ممن تبعوا الديانات الرومانية الأصلية للآلهة مثل أبولو ونيبتون.

### عبادات الحكام
كان تأسيس عبادات مخصصة لحكام الممالك الهلنستية ابتكارًا آخر في الفترة الهلنستية. أُسس أولها تحت الإسكندر الأكبر الذي رفعته فتوحاته وقوته ومكانته إلى درجة تطلبت تقديرًا خاصًا. استمر خلفاؤه بعبادته إلى درجة أننا نجد الإسكندر مكرمًا بوصفه إلهًا في مصر تحت حكم بطليموس الأول. أعلن ابن بطليموس، بطليموس الثاني فيلادلفوس، والده الراحل إلهًا وجعل نفسه إلهًا حيًا.
كان البطالمة بذلك يكيفون الأفكار المصرية السابقة في العبادة الفرعونية. تنوعت الممارسة في الأماكن الأخرى؛ يمكن أن يحصل حاكم على مكانة إلهية دون الحصول على المكانة الكاملة لإله كما حدث في أثينا في 307 قبل الميلاد عندما كُرم كل من أنتيغونوس الأول مونوفثالموس وديميتريوس الأول المقدوني بصقتهما مخلّصين (سوتيريس) لتحريرهما المدينة، ونُصب مذبح نتيجةً لذلك وأُسس مهرجان سنوي وأُنشئ منصب «كاهن المخلصين». كانت المعابد المخصصة للحكام نادرة الوجود، لكن تماثيلهم أُقيمت في كثير من الأحيان في معابد أخرى، وكان يُعبد الملوك على أنهم «آلهة تتقاسم المعبد».

### التنجيم والسحر
توجد أدلة وافرة على استخدام الخرافات والسحر في هذه الفترة. بقيت مزارات وسطاء الوحي وملاجئهم شائعة. هناك الكثير من الأدلة أيضًا على استخدام التمائم واللعنات. وكانت توضع رموز على أبواب البيوت لجلب الحظ الجيد أو لردع الحظ السيء عن سكان البيت.